# キャッシュ・フロー評価
キャッシュ・フロー評価（キャッシュ・フローひょうか）とは、経済学および会計学においてキャッシュ・フローをもとにした企業やプロジェクトの価値評価方法である。
キャッシュ・フローは、税引き後利益から配当金と役員賞与を差し引いた内部留保金に、減価償却費を加えたものとして表される。内部留保金は企業の将来にわたる活動資金として自由に使用できる自己資金であり、減価償却費は企業の技術革新や研究開発などに必要な設備投資資金である。

## 手法
キャッシュ・フロー評価の手法は、いくつかの方法がある。
1. 将来のネット・キャッシュ・フローを資本コストで割り引き、そこから投資額を差し引いた価値で評価を行う正味現在価値法
2. 将来のキャッシュ・フローの現在価値と投資額が同じになる割引率を求める内部収益率法
3. 何年で最初の投資が回収されるかで評価を行う回収期間法
4. 投資期間中の平均的なキャッシュ・フローを平均的な投資額で割ったもので評価を行う平均回収率法

これらの方法では、プロジェクトにつぎ込む金額の規模またはキャッシュ・フローのパターンが異なる複数のプロジェクトの比較評価を行う場合には、異なった判断がなされる可能性がある。